# Elogio de la sombra (poesía)
Elogio de la sombra es un libro de poesías del escritor argentino Jorge Luis Borges. Fue publicado por primera vez por Emecé, en 1969.
El libro está compuesto por treinta y cuatro poemas y textos breves de prosa poética. Los temas que trata son los recurrentes en la obra borgeana: el tiempo, los laberintos, los espejos la cultura universal. Y, relacionados con sí mismo y el tiempo, trata, quitándoles la carga dramática, la vejez y la ceguera.
En el primer poema “Juan 1, 14”, Borges vuelve a la figura de Jesús, incluso, reiterando el título del poema "Juan 1,14" publicado en El otro, el mismo. En el poema, como lo hizo en gran parte de su obra, Borges trata el tema de la tradición judeocristiana y, especialmente, la figura de Jesús.